# Konrad Dieterich

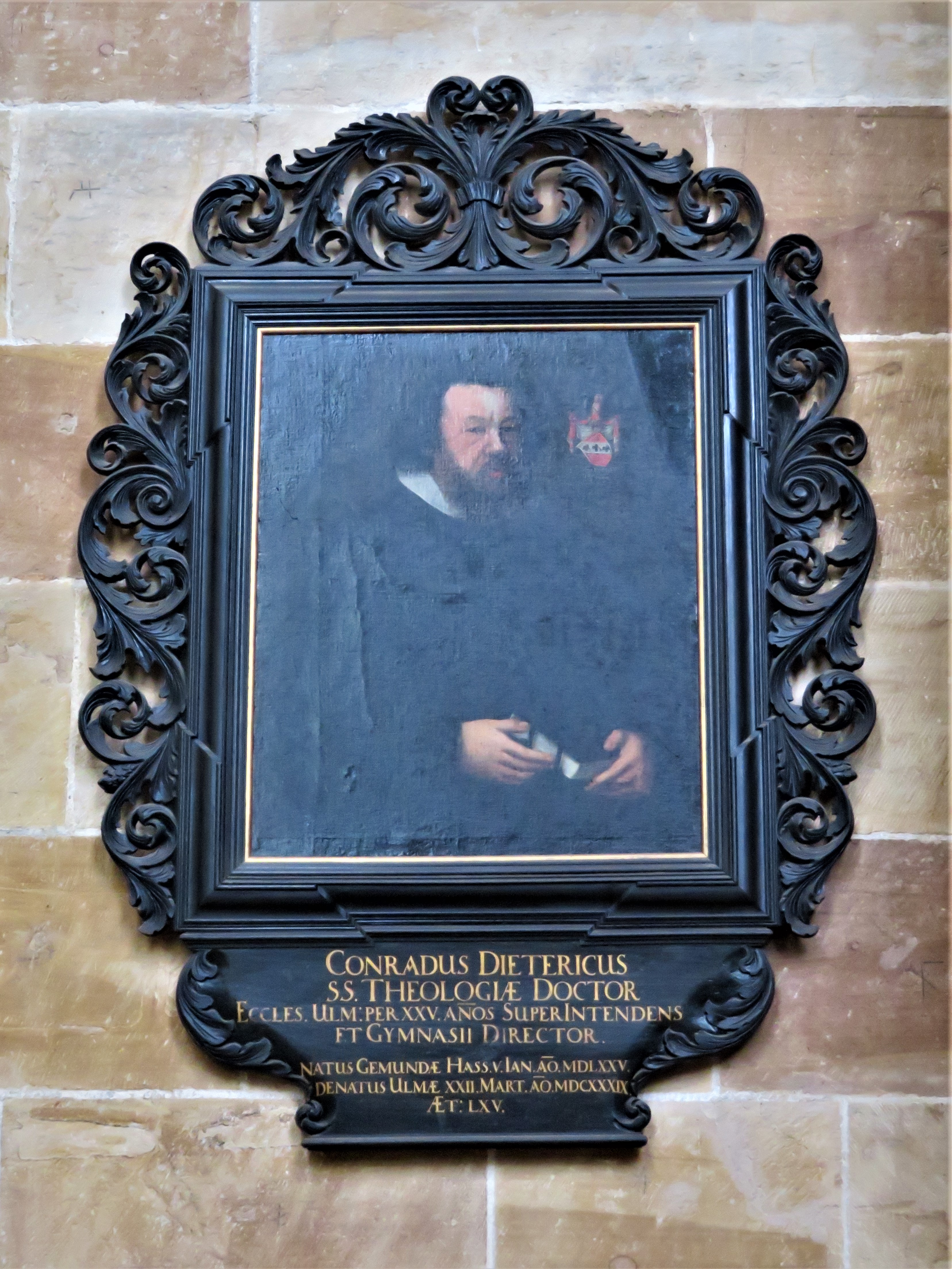
Porträtbild Dieterichs im nördlichen Eingangsbereich des Ulmer Münsters

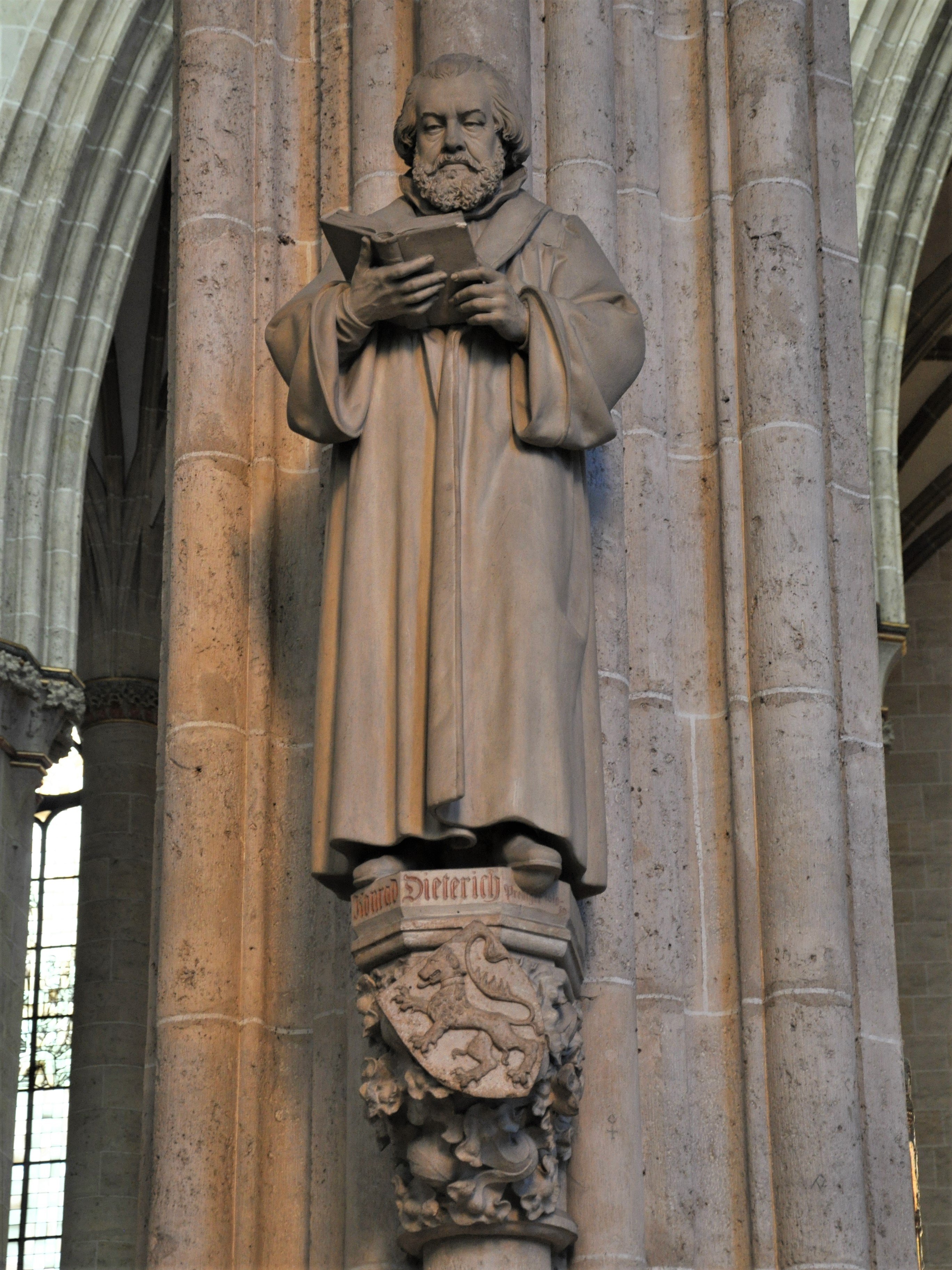
Statue Konrad Dieterichs in einem
Seitenschiff des Ulmer Münsters

Konrad Dieterich, auch Conrad (* 9. Januar 1575 in Gemünden (Wohra), Heiliges Römisches Reich; † 22. März oder 22. Mai 1639 in Ulm, Heiliges Römisches Reich) war ein evangelisch-lutherischer Theologe und Pädagogiarch. Er war ein Vorreiter des Protestantismus in Schwaben.

## Werdegang
Konrad Dieterich wurde 1575 während der Regierungszeit des Landgrafen Wilhelm IV. in Gemünden an der Wohra in der Landgrafschaft Hessen-Kassel geboren. Seine Eltern waren der Gemündener Schultheiß Nikolaus Dieterich († 1584) und dessen Ehefrau Elisabeth, geborene Zinn. Über seine Jugendjahre ist nichts bekannt. Dieterich studierte Philosophie und griechische Sprache in Marburg und wurde im Jahr 1594 Magister. In der Folgezeit studierte er Theologie an der Hessischen Stipendiatenanstalt und bereiste danach Franken, Bayern und die Pfalz.
1599 trat er eine Anstellung als Feldprediger im Dienst von Philipp Georg aus dem Haus Solms-Laubach an. Nach dessen Tod wurde er Archidiaconus in Marburg. Während seiner Amtszeit stand er in regem Austausch mit den Oberhäuptern des hessischen Luthertums.
Nach dem Tod des Landgrafen Ludwig IV. von Hessen-Marburg wurde die Landgrafschaft unter dessen beiden Neffen, den Landgrafen von Hessen-Kassel und Hessen-Darmstadt, aufgeteilt. Die einzige Bedingung war, dass der lutherische Bekenntnisstand erhalten bliebe. Der bereits vollzogene Wechsel zum reformierten Bekenntnis durch den Landgrafen Moritz von Hessen-Kassel zwang aber Dieterich und die Oberhäupter des hessischen Luthertums, Marburg zu verlassen.
Im Jahr 1607 wurde er zum Professor für Philosophie und Direktor des Pädagogiums an der im selben Jahr errichteten lutherischen Universität Gießen ernannt – ein Posten, den er bis zu seinem Rücktritt im Jahr 1614 innehatte. Im Anschluss trat er die Stelle als Superintendent in Ulm an. Dort war er in den Folgejahren für die Reorganisation der Stadtbibliothek und des gesamten Ulmer Schulwesens verantwortlich. In seiner Amtszeit wurde die bisherige Lateinschule zu einer philosophisch-theologischen Studienanstalt ausgebaut und erweitert. Die seit 1615 „Gymnasium academicum“ genannte Schule, zu deren Direktor Dieterich 1620 ernannt wurde, ist heute das Humboldt-Gymnasium Ulm.
Dieterich verfasste zahlreiche Schriften, darunter viele Predigten, Gelegenheitsreden, erbauliche Traktate, kleinere Abhandlungen und Disputationen, die größtenteils die Erläuterung und Verteidigung des lutherischen Dogmas zum Zweck hatten.
Konrad Dieterich wirkte über ein Vierteljahrhundert in Ulm, wo er im Frühjahr 1639 im Alter von 64 Jahren starb. Als prägende Figur der Ulmer Stadt- und Kirchengeschichte erhielt er einen Platz in dem Figurenzyklus überlebensgroßer Pfeilerstatuen aus Sandstein, die der Ulmer Bildhauer Karl Federlin am Ende des 19. Jahrhunderts für die Seitenschiffe des Ulmer Münsters anfertigte.

## Familie
Noch in Hessen hatte Konrad Dieterich Anfang Januar 1601 die Ehe mit Margaretha Lüncker geschlossen, mit der er vier Kinder hatte. Sein Sohn Johann Daniel (* 1606, Arzt) und die Tochter Anna Elisabeth (* 1610, verheiratet mit dem Arzt David Guther) wurden in Gießen geboren. In Ulm kamen der Sohn Conrad (1616–1635) und die Tochter Juliana (* 1623) zur Welt. Sein älterer Bruder Johannes Dieterich (1572–1635) war ebenfalls Doktor der Theologie und Superintendent in Gießen.

## Werke (Auswahl)
- 1609: Institutiones dialecticae
- 1613: Institutiones catecheticae
- 1613: Institutiones rhetoricae
- 1613: Institutiones oratoriae
- 1626: Epitome Praeceptorum Dialecticae, in usum Classicorum Inferiorum ex Institutionibus Logicis compendiosè collecta Digitalisat
- 1627: Das Buch der Weisheit Salomonis in unterschiedenen Predigten